# كليمنت بيت بنينج
كليمنت بيت بنينج هو سياسي كندي، ولد في 1785، وتوفي في 30 مايو 1865.